# Gherung
Gherung (nepalski: घैरुङ) – gaun wikas samiti w zachodniej części Nepalu w strefie Gandaki w dystrykcie Gorkha. Według nepalskiego spisu powszechnego z 2001 roku liczył on 881 gospodarstw domowych i 4661 mieszkańców (2592 kobiet i 2069 mężczyzn).